# Liste der brasilianischen Botschafter in Katar
Bis 2005 war der Botschafter in Abu Dhabi (Vereinigte Arabische Emirate) regelmäßig auch beim Emir von Katar akkreditiert.
| Ernannt/Akkreditiert | Name                           | Bemerkungen                                                     | ernannt von               | akkreditiert bei           | Posten verlassen |
| -------------------- | ------------------------------ | --------------------------------------------------------------- | ------------------------- | -------------------------- | ---------------- |
| 20. Apr. 2005        | Sérgio Caldas Mercador Abi-sad | (* 2. März 1942 in São Fidelis, Rio de Janeiro) Geschäftsträger | Luiz Inácio Lula da Silva | Hamad bin Chalifa Al Thani | 2006             |
| 2007                 | Anuar Nahes                    |                                                                 | Luiz Inácio Lula da Silva | Hamad bin Chalifa Al Thani | 2011             |
| 3. Jan. 2012         | Tadeu Valadares                |                                                                 | Dilma Rousseff            | Hamad bin Chalifa Al Thani |                  |